# Antonin Bergeaud
Antonin Bergeaud (né en 1989) est un économiste français spécialiste de la croissance économique, de l'innovation et des effets du changement technologiques sur l'économie et le marché du travail. Il est actuellement professeur d'économie à HEC Paris.

## Biographie
Antonin Bergeaud est diplômé de l'Ecole polytechnique (promotion X2010) et poursuit ses études par une année d'application à l'ENSAE et par un doctorat à l'école d'économie de Paris (PSE) obtenu en 2018. Sa thèse est intitulée "Essais sur la dynamique des firmes, l'innovation et la productivité" et a été encadrée par Philippe Aghion.
En 2017 il rejoint la Banque de France et en 2022 le département d'économie d'HEC Paris.
En 2025 il reçoit le prix du meilleur jeune économiste français remis par le journal Le Monde et le Cercle des Economistes.

## Travaux scientifiques
Les travaux de recherche d’Antonin Bergeaud portent principalement sur la croissance économique, la productivité, l'innovation et les transformations structurelles des économies développées. Une partie significative de ses recherches s’intéresse à la manière dont le progrès technologique, notamment l’adoption des technologies de l'information et de l’intelligence artificielle, affecte la dynamique de la productivité au niveau agrégé et sectoriel.
Il est notamment connu pour ses travaux empiriques sur la mesure de la productivité et de l’innovation, dans lesquels il mobilise différentes sources de données historiques pour reconstituer des séries longues de productivité et d'innovation dans de nombreux pays. Ses recherches ont mis en lumière les liens entre l'accumulation de capital intangible, la réallocation des ressources entre entreprises, et la croissance de long terme.
Plusieurs de ses travaux ont été publiés dans des revues académiques de premier plan en économie telles que The Review of Economic Studies, The American Economic Review ou The Review of Economics and Statistics.
En parallèle, il contribue régulièrement au débat de politique économique sur les origines et les causes du ralentissement économique observé aux États-Unis et en Europe. Ses travaux sont notamment repris à plusieurs reprises dans le rapport Draghi sur la compétitivité européenne.

#### La croissance manquante (missing growth)
Dans un article co-écrit avec Philippe Aghion, Timo Boppart, Pete Klenow et Huiyu Li, il s'intéresse précisément à la mesure de la croissance. Notamment, il montre que la méthode de l'imputation employée par les instituts statistiques pour mesurer la croissance lorsqu'une firme d'un même secteur est remplacée par une autre ne prend pas en compte les implications de la théorie de la destruction créatrice sur la structure de ces marchés. L'article estime cette part de croissance manquante sur des données américaines et constate que celle-ci est particulièrement sous-évaluée dans le secteur des services, les établissements s'y remplaçant plus rapidement les uns les autres que dans l'industrie. Cette mesure permet de réévaluer l'évolution du bien-être économique des jeunes générations à la hausse, mais accentue les inégalités de développement territorial.

## Publications
- 2018 "Le bel avenir de la croissance" avec Gilbert Cette et Rémy Lecat - édition Odile Jacob